# José Guedes de Carvalho Menezes da Costa, 1.º conde da Costa
José Guedes de Carvalho e Menezes da Costa, 1º Conde da Costa, por decreto e carta de 23 de maio de 1875 de El-Rei D. Luis I, filho do Visconde da Costa, Fidalgo da Casa Real com exercício no Paço, General de Brigada, do Conselho dos reis D. Pedro V e D. Luis I, Governador de Cabo Verde (1864-1869), Governador de Moçambique (1874-1877), Comendador da Ordem de Cristo, Cavaleiro das Ordens de Avis e da Torre e Espada, Comendador da Ordem de Isabel a Católica de Espanha, Bacharel formado em Matemática pela Universidade de Coimbra, sucessor da Casa da Costa, por morte de seu irmão Rodrigo. Nasceu na Casa da Costa, em Mancelos, em 19 de maio de 1814 e faleceu em Lisboa em 10 de dezembro de 1879. Casou em Lisboa, em 5 de fevereiro de 1877, com D. Maria Emilia da Silveira Pinto da Fonseca, filha dos Visconde da Várzea. Sem geração.